# Bathytoshia
Bathytoshia – rodzaj ryb chrzęstnoszkieletowych z podrodziny Dasyatinae w obrębie rodziny ogończowatych (Dasyatidae).

## Rozmieszczenie geograficzne
Do rodzaju należą gatunki występujące w wodach Oceanu Atlantyckiego i Oceanu Spokojnego.

## Morfologia
Długość ciała do 430 cm; masa ciała (największa opublikowana) 300 kg.

## Systematyka
Rodzaj zdefiniował w 1933 roku australijski ichtiolog Gilbert Percy Whitley w artykule poświęconym badaniom ichtiologicznym opublikowanym w czasopiśmie Records of the Australian Museum. Gatunkiem typowym jest (oryginalne oznaczenie (również monotypowe)) B. lata.

### Etymologia
- Bathytoshia: gr. βαθυς bathus ‘głęboko’; rodzaj Toshia Whitley, 1933[5].
- Urolophoides: rodzaj Urolophus Müller & Henle, 1837 (Urolophidae); gr. -οιδης -oidēs ‘przypominający’[6]. Gatunek typowy (oryginalne oznaczenie (także monotypowe)): Urolophoides giganteus Lindberg, 1930 (= ?Trygon brevicaudata Hutton, 1875).

### Podział systematyczny
Do rodzaju należą następujące występujące współcześnie gatunki:
- Bathytoshia brevicaudata (Hutton, 1875)
- Bathytoshia centroura (Mitchill, 1815) – ogończa zachodnia[7]
- Bathytoshia lata (Garman, 1880)

Opisano również gatunek wymarły z miocenu Europy:
- Bathytoshia probsti (Cappetta, 1970)